# Dunajský Klátov
Dunajský Klátov (in ungherese Dunatőkés) è un comune della Slovacchia facente parte del distretto di Dunajská Streda, nella regione di Trnava.